# Luzula taiwaniana
Luzula taiwaniana là một loài thực vật có hoa trong họ Juncaceae. Loài này được Satake mô tả khoa học đầu tiên năm 1933.